# ريتشارد كلون
ريتشارد كلون هو لاعب هوكي جليد كندي، ولد في 25 أبريل 1987 في تورونتو في كندا.

## وصلات خارجية
- ريتشارد كلون على موقع دوري الهوكي الوطني (الإنجليزية)
- ريتشارد كلون على موقع EliteProspects.com (الإنجليزية)
- ريتشارد كلون على موقع HockeyDB.com (الإنجليزية)
- ريتشارد كلون على موقع Hockey-Reference.com (الإنجليزية)